# Kinder! Liebe! Hoffnung!
Kinder! Liebe! Hoffnung! ist ein Dokumentarfilm von Sigrid Faltin aus dem Jahr 2013. Er thematisiert das Leben in einer Patchworkfamilie.

## Handlung
Marion und Kai haben sich im Internet kennengelernt. Marion bringt ein Kind, Kai vier Kinder mit in die Beziehung. Eine Patchworkfamilie entsteht zunächst als Fernbeziehung. Der Film steigt zur Kirschblüte ein, als die Flicken frisch zusammenwohnen und der Alltag richtig beginnt. Die Beziehung besteht etwa ein Jahr.
Es werden die unterschiedlichen typischen Probleme in der Alltagsbewältigung bei fünf Kindern mit unterschiedlichen Ansprüchen und Prägungen gezeigt, wobei hier schnell deutlich wird, dass die Expartner sich ganz unterschiedlich mit der Situation zurechtfinden.
Der Vater von Lars integriert sich in das neue Beziehungsgefüge und wird quasi zum Hausfreund. Die Mutter von Kais Kindern kommt nicht mit der Situation zurecht. Es gibt Kommunikationsprobleme und unüberbrückbare Differenzen.
Mitten in den Dreharbeiten erfährt Kai von seiner Krebserkrankung und die Familie beschließt trotzdem weiterzumachen. Nun nimmt dieses neue dicke Brett viel Raum ein, ohne aber die Alltagssorgen der Patchworkfamilie und deren typische Lösungsstrategien zu verdrängen.
Es wird gezeigt, wie diese verschiedenen Ebenen an Problemen und Herausforderungen zu Lösungen, Kompromissen oder Konflikten führen. Die Darstellung erfolgt über eine Verdichtung und Verwebung der Handlungsebenen, so dass in 90 Minuten komplexe Zusammenhänge dargestellt werden, indem Bild und Ton unterschiedliche Ebenen zeigen. Schließlich erfährt der Zuschauer von allen beteiligten Protagonisten so viel, wie diese bereit sind zu offenbaren.
Der Film steigt zur Kirschblüte ein Jahr später wieder aus. Und er zeigt zum Ende hin Erstaunliches, denn in der Gesamtschau, in der die teils schon sehr polaren Patchworkprobleme um einige intensive Details angereichert werden, geht die Familie ihren Weg, den die Liebe ihnen weist. Anders kann der geneigte Zuschauer sich nicht erklären, wie diese Familie solch eine Fülle an Herausforderungen schultert.

## Kritik
„Oft war in letzter Zeit von den Dokus im Ersten die Rede – wann und wie oft sie gesendet werden und warum. Wie viel Arbeit hinter dem einzelnen Stück steht, kann man meist nur erahnen. Für ‚Kinder! Liebe! Hoffnung!‘ begleitete Sigrid Faltin ein Jahr lang eine Patchwork-Familie – ergebnisoffen, wie es so schön heißt. Denn die Realität stellte sich als dramatischer heraus als das ursprüngliche Konzept der Autorin.“

„Die Filmemacherin Sigrid Faltin will ein Jahr lang eine Familie mit der Kamera begleiten. Ein plötzlicher Schicksalsschlag macht, so zynisch es klingt, den Film erst richtig bemerkenswert.“

## Auszeichnungen
- Nominierung für den Deutschen Fernsehpreis 2013 in der Kategorie Beste Dokumentation[3]
- Zweiter Preis des Caritas-Journalistenpreis Baden-Württemberg 2014[4]